# The Two-Gun Man (film 1911)
The Two-Gun Man è un cortometraggio muto del 1911 scritto, prodotto e interpretato da Gilbert M. 'Broncho Billy' Anderson. Il nome del regista non appare nei credit.

## Produzione
Il film fu prodotto da Gilbert M. 'Broncho Billy' Anderson per l'Essanay Film Manufacturing Company.

## Distribuzione
Distribuito dalla General Film Company, il film - un cortometraggio in una bobina - uscì nelle sale cinematografiche USA il 5 agosto 1911.